# Scambus truncatus
Scambus truncatus är en stekelart som först beskrevs av Keler 1937.  Scambus truncatus ingår i släktet Scambus och familjen brokparasitsteklar. Inga underarter finns listade i Catalogue of Life.